# Mieczysław Rysiński
Mieczysław Stanisław Rysiński (ur. 12 września 1930 w Sulejowie, zm. 30 lipca 2019) – polski funkcjonariusz wywiadu i dyplomata, ambasador w Nikaragui (1985–1988). 

## Życiorys
Mieczysław Rysiński od 1946 kształcił się w Kompanii Kadetów w Szkole Oficerskiej Korpusu Bezpieczeństwa Wewnętrznego w Legnicy. We wrześniu 1948 został przeniesiony do Korpusu Kadetów KBW w Warszawie. Tam w 1951 ukończył szkołę średnią. W latach 1951–1955 studiował na Wydziale Dyplomatyczno-Konsularnym Szkoły Głównej Służby Zagranicznej. Etatowy pracownik kolejno: Ministerstwa Bezpieczeństwa Publicznego, Komitetu do spraw Bezpieczeństwa Publicznego, Departamentu I Ministerstwa Spraw Wewnętrznych, w stopniu pułkownika. Od 1960 do 1965 pracował jako starszy referent w Konsulacie w Londynie, nieoficjalnie był rezydentem polskiego wywiadu. W 1968 został delegowany do Polskiej Delegacji Międzynarodowej Komisji Nadzoru i Kontroli w Wietnamie. Pracując w Sajgonie, był jednocześnie kierownikiem grupy operacyjnej działającej w Indochinach. W latach 1973–1977 w Ambasadzie w Nowym Delhi oficjalnie jako I sekretarz, nieoficjalnie jako rezydent wywiadu. Od 14 marca 1985 do 15 września 1988 ambasador w Nikaragui.
Syn Wojciecha i Bronisławy.

## Publikacje książkowe
- Mieczysław Rysiński: Zwierzenia oficera wywiadu i dyplomaty. Warszawa: Mieczysław Rysiński, 2001. OCLC 830217344. Brak numerów stron w książce